# Ouvéaparakit
Ouvéaparakit (Eunymphicus uvaeensis) är en fågel i familjen östpapegojor inom ordningen papegojfåglar.

## Utseende och läte
Ouvéaparakiten är en 32 cm lång tofsförsedd papegojfågel med huvudsakligen grön fjäderdräkt. Undersidan är gulare och vingar och stjärt blåaktiga. På huvudet syns röd panna, mörk ansiktsmask och en tofs som består av sex framåtkrullade svarta fjädrar. Lätena består av nasala skriande och kacklande ljud.
Den är mycket lik hornparakiten som förekommer på Grande Terre, men skiljer sig genom att ha rött endast på pannan istället för hela hjässan, grön nacke i samma färg som resten av ovansidan (hornparakiten har ett gult band från örontäckarna bak runt nacken), mindre och otydligare avgränsat svart i ansiktet, annorlunda tofs och snarare ljusblå än marinblå hand- och stjärtpennor. Den är även något större men har tydligt kortare stjärt.

## Utbredning och systematik
Ouvéaparakit återfinns enbart i Loyautéöarna i Melanesien. Den betraktades tidigare som underart till hornparakit (E. cornutus). 

## Status
IUCN kategoriserar arten som sårbar.

## Namn
Fågelns svenska och vetenskapliga artnamn syftar på Ouvéa, en av Loyautéöarna.